# Hajk Bžiškjan
Hajk Bžiškjan (armensko Հայկ Բժշկյան, rusko Gajk Bžiškjan ali Gaj Gaja Dmitrijevič) je bil častnik ruske carske vojske in od leta 1918 sovjetski vojaški poveljnik armenskega porekla, ki se je boril v ruski državljanski vojni in poljsko-sovjetski vojni, * 18. februar 1887, Tabriz, Perzija, † 11. december 1937, Moskva, Sovjetska zveza. 

## Življenje
Rojen je bil v Tabrizu v Iranu v družini učiteljev. Njegova mati je bila Perzijka, njegov oče pa je bil armenski socialist, član armenske socialdemokratske stranke, ki je v 80. letih 19. stoletja pobegnil pred carskimi oblastmi v Perzijo. V najstniških letih je Bžiškjan odšel v Rusijo in bil aktivist in novinar v Tbilisiju, kjer je študiral na armenskem teološkem semenišču. Leta 1904 se je pridružil Ruski socialdemokratski delavski stranki in preživel pet let v zaporu zaradi revolucionarnih dejavnosti, preden so ga leta 1914 vpoklicali v vojsko. Zaradi svojega armenskega  porekla je bil dodeljen na rusko-osmansko fronto, kjer si je z več junaškimi dejanji prislužil čin stotnika, Križ sv. Jurija 3. in 4. razreda in Red sv. Ane. Vse to mu je podelil  general Nikolaj Judenič. Ko so ga Osmani ujeli, je pobegnil in se hudo ranjen vrnil v Rusijo na predvečer februarske revolucije. Med prvo svetovno vojno je Bžiškjan že pred oktobrsko revolucijo postal boljševik. Vojaški poveljnik je postal leta 1918, ko se je boril proti Češki legiji (Beli Čehi) in orenburškim kozakom atamana Aleksandra Dutova. 
Med poljsko-sovjetsko vojno je leta 1920 pomagal Mihailu Tuhačevskemu pregnati Poljake nazaj v Varšavo. Imenovan  je bil za poveljnika 3. konjeniškega korpusa, ki je bil priključen 4. armadi in bil sestavljen iz 10. divizije N. D. Tomina in 15. kubanske divizije V.I. Matuzenka. Za podporo je imel 164. strelsko brigado. Njegov konjeniški korpus je imel v načrtih Tuhačevskega izjemen pomen.  Deloval naj bi na skrajnem desnem krilu sovjetskega napredovanja proti Varšavi, prebil bok poljske obrambe in s tem omogočil prodor Rdeče armade. Korpus je hitro napredoval in 14. julija zavzel Vilno, 22. julija Grodno, kjer je rdeča konjenica prvič naletela na tanke, in v drugem tednu avgusta dosegel Vislo in prerezal ključno železniško progo Varšava-Gdansk.:144,147–150
Poljska vojska je v protinapadu obkolila 4. sovjetsko  armado. Gajev konjeniški korpus se je poskušal prebiti, vendar je bil po več spopadih  prisiljen umakniti se proti staro poljsko-pruski meji. 26. avgusta je prečkal mejo, potem pa so Nemci Bžiškjana ujeli in internirali v taborišče Salzwedel pri Berlinu.:207
Po vrnitvi iz internacije je bil Bžiškjan ljudski komisar armade in mornarice Armenske SSR, kasneje pa leta 1922 predavatelj vojaške zgodovine in raziskovalec. Od leta 1924 do 1925 je bil načelnik vojaškega garnizona v Minsku. Leta 1926 je nadaljeval študij na Vojaški akademiji sovjetskega Generalštaba. Od leta 1933 do 1935 je bil profesor in vodja oddelka za vojno zgodovino in vojaško umetnost na Inženirski akademiji vojaškega letalstva.  
Dvakrat je bil odlikovan z Redom rdeče zastave, prvič leta 1919 za bitke v Povolžju in drugič leta 1920 za  poljsko kampanjo leta 1918. 

## Aretacija in smrt
Junija 1935 je bil odpuščen z vseh služb in vojske ter izključen iz komunistične partije. 3. julija 1935 ga je vojaški kolegij vrhovnega sodišča ZSSR aretiral in obtožil "ustvarjanja vojaško-fašistične organizacije v Rdeči armadi". Očitali so mu tudi, da se je pijan zasebno pogovarjal z nepartijskim članom in izjavil, da je "potrebno odstraniti Stalina". 15. oktobra 1935 je bil Bžiškjana  posebni svet NKVD obsodil zaradi  sodelovanja v protirevolucionarni skupini na 5 let taborišč. Ko so ga 22. oktobra 1935 poslali v jaroslavski zapor, je pobegnil,  vendar ga je NKVD po nekaj dneh ujel in aretiral.
Dve leti je preživel v priporu in bil med čistko 11. decembra 1937 ustreljen. Njegove knjige so razglasili za politično škodljive in jih prepovedali.  Po Stalinovi smrti je bil 21. januarja 1956 rehabilitiran in posmrtno vrnjen v partijo. 

## Odlikovanja
Ruski imperij
|  | Križ sv. Jurija 3. razreda |
|  | Križ sv. Jurija 4. razreda |
|  | Red sv. Ane                |

Sovjetska zveza
|  | Red rdeče zastave, dvakrat (1918, 1920) |

## Časti
Bžiškjan je bil razglašen za častnega meščana Minska. V njegovo čast so neko vas v Armeniji preimenovali v Gaj. Leta 1967 je bila izdana poštna znamka ZSSR z Bžiškjanovim portretom. Njegovo ime nosi potniška rečna ladja (rečni čoln) Komdiv Gai (Poveljnik divizije Gai). Po njem se imenujejo ulice v mestih Erevanu, Grodnu, Minsku, Samari, Orenburgu, Toljatiju in Starem Oskolu.

## Poveljevanja
Bžiškjan je poveljeval več polkom, divizijam in velikim vojaškim formacijam: 
- Julij–november 1918: 1. samarska pehotna divizija, preurejena v 24. strelsko divizijo, ki je zavzela  Simbirsk (Ulyanovsk) in bila kasneje znana kot Samarsko-uljanovska železna divizija.
- Januar–maj 1919: 1. armada RSFSR.
- Avgust–september 1919: 42. strelska divizija.
- September 1919-marec 1920: 1. kavkaška konjeniška divizija.
- Med poljsko-sovjetsko vojno je poveljeval 2. konjeniškemu korpusu in od junija ali julija 3. konjeniškemu korpusu, znanemu kot Kavkor, na desnem krilu fronte. Avgusta 1920 je kril umik 4. armade in bil interniran v Vzhodni Prusiji.
- v letih 1923—1924 je poveljeval 7. konjeniški diviziji, v kateri je pod njegovo kmando služil kasnejši maršal Žukov, ki ga je v svojih spominil zelo častil.

## Dela
- Первый удар по Колчаку (Pervij udar po Kolčaku, Prvi udar po Kolčaku). Leningrad, 1926.
- На Варшаву! Действия 3 конного корпуса на Западном фронте (Na Varšavu! Dejstvija 3 konnogo korpusa na Zapadnom fronte, Na Varšavo! Delovanje 3. konjeniškega korpusa na zahodni fronti). Moskva, Leningrad, 1928.
- В боях за Симбирск (V bojah za Simbirsk, V bojih za Simbirsk). Uljanovsk, 1928.

## Vira
- Lincoln, W. Bruce (1989). Red Victory. repr. 1999
- Norman Davies, White Eagle, Red Star (1972), ISBN 0712606947